# الغمار (جازان)
تقع قرية وادي الغمار في وادي وعال في منطقة جازان جنوب غرب السعودية، وتتبع إدارياً مركز الرزان في محافظة هروب، حيث تقع القرية في منطقة تحيط بها الجبال من كل الجهات.

## نبذة
قرية وادي الغمار هي أحد نقاط التجمع الرئيسية لقبيلة (المغفرة) والرافد الثاني لوادي وعال المعروف ويطلق على وادي الغمار أيضا (وعال اليماني) ويبلغ الوادي الدرجة القصوى في جماله عند حلول موسم الخريف والربيع حيث يلبس أبهى حلله ويظهر جماله الساحر ومن الملاحظ التنوع الجغرافي لهذا الوادي والحصانة الطبيعية حيث تحيط الجبال به من كل مكان كان قديما أدغالا موحشة لايستطيع دخوله بسبب خوف الثعابين والوحوش وكثافة الأشجار وينتشر فيه أشجار الدوم المعروف بعدد كبير حيث الالاف منها يغطي جنبات الوادي ولكن في حاضرنا خف منسوب الأشجار والوحوش حيث كان اخر عهد للنمور والغزلان فيه قبل 40 سنة وسميت قرية وادي الغمار بهذا الاسم لأنها مغمورة وليست بارزة على الأرض. وهي قرية متوسطة الحجم حيث يبلغ عدد سكانها حوالي 300 نسمة، ويعمل سكان القرية على رعي الأغنام والإبل والبقر وبعضهم يهتم بالزراعة ويشغل البعض منهم وظائف. وتحتوي القرية على جامع ومدرسة ابتدائية للبنين ومركز صحي ومحلات غذائية
حصلت عدة حرائق في الوادي كادت ان تسبب ب كوارث بيئية وكان الأول منها والأخطر عام 2004م حيث قام عامل مزرعة بحرق بيت ثعبان بجنب مزرعته فطار بعض الشرر لرؤوس أشجار الدوم فأشتعل حريق كبير جدا كاد ان يتسبب بكارثة وعشرات الضحايا لولا رحمة الله ولطفه وكان الأهالي بطل قصة هذا الحريق حيث قاموا بإخماده بمجهوداتهم الخاصة بعد ان تأخرت فرق الدفاع المدني بمحافظة هروب وقد تسبب هذا الحريق في حرق أكثر من 200 شجرة دوم المعروفة بسرعة وقوة الاشتعال والاف من شجيرات المض والأنمي والمجر والظرف والأثب وغيره الكثير وحصل بعده ذلك حرائق لكن الله ستر وسلم حيث لم تكن في تقاط الكثافة الشجرية وكان اخرها عام 2014 م ولكنها أخمدت من قبل الأهالي وفرق الدفاع المدني بهروب وللحرائق تاريخ وملازمة لهذا الوادي حيث ان بعض الحرائق تأتي بأسباب العواصف الرعدية والصواعق كما حصل عام 2009 م تقريبا حيث تسببت صاعقة في حريق في أعلى الوادي وحضرت الرحمة الالهيه بعدها مباشرة حيث هطل المطر واخمد الحريق.

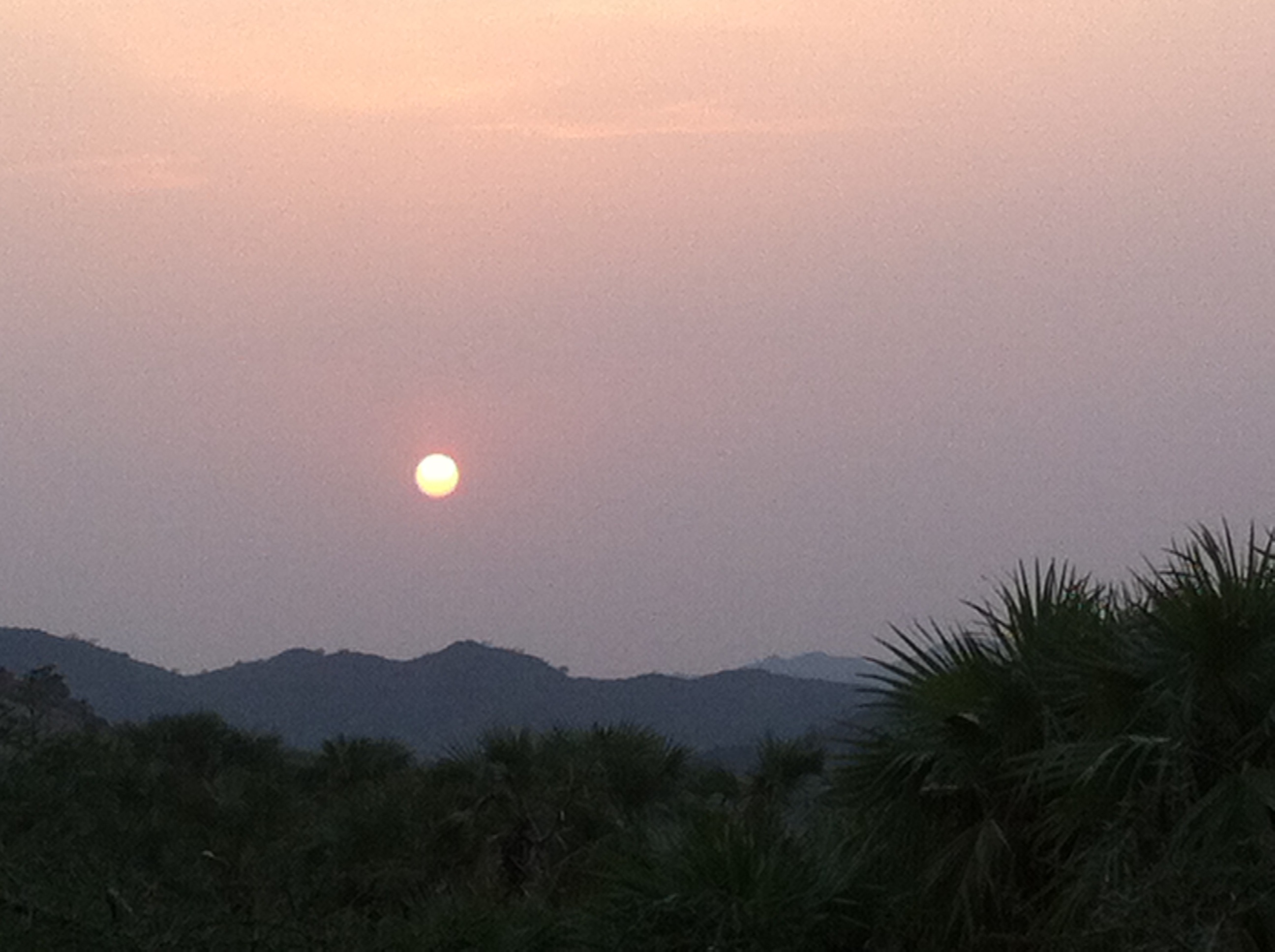
إحدى المناطق المحيطة بالقرية